# Liste der Nummer-eins-Hits in Dänemark (1990)
Diese Liste enthält alle Nummer-eins-Hits in Dänemark im Jahr 1990. Es gab in diesem Jahr acht nachgewiesene Nummer-eins-Singles. Music & Media, In den Kalenderwochen 1, wurden keine Charts veröffentlicht.

## Singles
| | Liste der Nummer-eins-Hits in Dänemark | Liste der Nummer-eins-Hits in Dänemark | Liste der Nummer-eins-Hits in Dänemark              | 1991 →                    |
| \| Zeitraum \| Wo. ges. \| Interpret \| Titel Autor(en) \| Zusätzliche Informationen \| \| (Zeitraum, Wochen auf Platz eins, Interpret, Titel, Autor[en], zusätzliche Informationen) \| \| \| \| \| \| ----------------------------------------------------------------------------------------- \| -------- \| -------------------- \| --------------------------------------------------- \| ------------------------- \| \| 6. Januar 1990 – 16. März 1990 10 Wochen (insgesamt 31) \| 31 \| Kim Larsen & Bellami \| Tarzan Mamma Mia \| – \| \| 17. März 1990 – 23. März 1990 1 Woche \| 1 \| Depeche Mode \| Enjoy the Silence Martin L. Gore \| – \| \| 24. März 1990 – 4. Mai 1990 6 Wochen \| 6 \| Sinéad O’Connor \| Nothing Compares 2 U Sinéad O’Connor, Nellee Hooper \| – \| \| 5. Mai 1990 – 22. Juni 1990 7 Wochen \| 7 \| Bubbers \| Bubbers Badekar \| – \| \| 23. Juni 1990 – 7. September 1990 11 Wochen \| 11 \| Rockrosinen \| Mogensen Mix \| – \| \| 8. September 1990 – 19. Oktober 1990 6 Wochen \| 6 \| Roxette \| It Must Have Been Love Per Hakan Gessle \| – \| \| 20. Oktober 1989 – 21. Dezember 1990 9 Wochen \| 9 \| Trussetyven \| Jeg er bar så go \| – \| \| 22. Dezember 1990 – 15. Februar 1991 8 Wochen (insgesamt 9) \| 9 \| 2 X Kaj \| Alle Bornene \| – \| |                                        |                                        |                                                     |                           |
| |                                        |                                        |                                                     | → 1991 →                  |
| Zeitraum | Wo. ges.                               | Interpret                              | Titel Autor(en)                                     | Zusätzliche Informationen |
| (Zeitraum, Wochen auf Platz eins, Interpret, Titel, Autor[en], zusätzliche Informationen) |                                        |                                        |                                                     |                           |
| 6. Januar 1990 – 16. März 1990 10 Wochen (insgesamt 31) | 31                                     | Kim Larsen & Bellami                   | Tarzan Mamma Mia                                    | –                         |
| 17. März 1990 – 23. März 1990 1 Woche | 1                                      | Depeche Mode                           | Enjoy the Silence Martin L. Gore                    | –                         |
| 24. März 1990 – 4. Mai 1990 6 Wochen | 6                                      | Sinéad O’Connor                        | Nothing Compares 2 U Sinéad O’Connor, Nellee Hooper | –                         |
| 5. Mai 1990 – 22. Juni 1990 7 Wochen | 7                                      | Bubbers                                | Bubbers Badekar                                     | –                         |
| 23. Juni 1990 – 7. September 1990 11 Wochen | 11                                     | Rockrosinen                            | Mogensen Mix                                        | –                         |
| 8. September 1990 – 19. Oktober 1990 6 Wochen | 6                                      | Roxette                                | It Must Have Been Love Per Hakan Gessle             | –                         |
| 20. Oktober 1989 – 21. Dezember 1990 9 Wochen | 9                                      | Trussetyven                            | Jeg er bar så go                                    | –                         |
| 22. Dezember 1990 – 15. Februar 1991 8 Wochen (insgesamt 9) | 9                                      | 2 X Kaj                                | Alle Bornene                                        | –                         |